# تپه خزانه (جاجرم)
تپه خزانه مربوط به سده‌های اولیه دوران‌های تاریخی پس از اسلام است و در شهرستان جاجرم، بخش گرمخان، دهستان گرمخان، ۲۰۰ متری شرق روستای نجف آباد واقع شده و این اثر در تاریخ ۲۷ بهمن ۱۳۸۷ با شمارهٔ ثبت ۲۴۶۶۱ به‌عنوان یکی از آثار ملی ایران به ثبت رسیده است.